# Djenairo Daniels
Djenairo Gillian Noell Daniels (Amsterdam, 7 januari 2002) is een Nederlands voetballer die doorgaans als aanvaller speelt.

## Carrière
Djenairo Daniels speelde in de jeugd van Almere City FC en PSV, waar hij in 2018 een contract tot medio 2021 tekende. Hij debuteerde in het betaald voetbal voor Jong PSV op 29 augustus 2020, in de met 1-6 verloren thuiswedstrijd tegen SBV Excelsior. Hij kwam in de 73e minuut in het veld voor Cheick Touré. Op 7 januari 2021 tekende hij een contract 2023 (met een optie op een extra jaargang) bij FC Utrecht. Hij sluit aan bij de selectie van Jong FC Utrecht. In het seizoen 2021/22 speelt hij op huurbasis bij het Italiaanse US Sassuolo dat ook een aankoopoptie bedong. Daniels begint bij het beloftenteam (primavera) met uitzicht op de eerste selectie. In februari 2022 maakte hij de overstap naar het Canadese Pacific FC.
Daniels is Nederlands jeugdinternational en nam deel aan het Wereldkampioenschap voetbal onder 17 - 2019 waar Nederland vierde werd.

### Statistieken
| Seizoen                       | Club            | Land           | Competitie     | Competitie | Competitie | Beker | Beker | Totaal | Totaal |
| Seizoen                       | Club            | Land           | Competitie     | Wed.       | Dlp.       | Wed.  | Dlp.  | Wed.   | Dlp.   |
| ----------------------------- | --------------- | -------------- | -------------- | ---------- | ---------- | ----- | ----- | ------ | ------ |
| 2020/21                       | Jong PSV        | Nederland      | Eerste divisie | 3          | 1          | –     | –     | 3      | 1      |
| 2020/21                       | Jong FC Utrecht | Nederland      | Eerste divisie | 1          | 0          | –     | –     | 1      | 0      |
| Carrièretotaal                | Carrièretotaal  | Carrièretotaal | Carrièretotaal | 4          | 1          | 0     | 0     | 4      | 1      |
| Bijgewerkt op 19 januari 2021 |                 |                |                |            |            |       |       |        |        |